# بخش دلپذیر (شهرستان براون، اوهایو)
بخش دلپذیر (به انگلیسی: Pleasant Township) یک منطقهٔ مسکونی در ایالات متحده آمریکا است که در شهرستان براون، اوهایو واقع شده‌است.
 بخش دلپذیر ۹۳٫۸ کیلومتر مربع مساحت و ۵٬۷۴۵ نفر جمعیت دارد و ۲۸۱ متر بالاتر از سطح دریا واقع شده‌است.